# Riley Smith
Riley Bryant Smith (ur. 12 kwietnia 1978 w Cedar Rapids (Iowa)) – amerykański aktor, model (współpraca z Tommim Hilfigerem) i piosenkarz w zespole The Life of Riley, który założył w 2007 wraz z Henrim O'Connorem. W latach 1996–1997 był przewodniczącym AQHYA (American Quarter Horse Youth Association).
Był uczniem Albernett High School w Alburnett (Iowa).

## Filmy
- 2009: Gallowwalker jako Fabulos
- 2009: Night and Day jako Jim Pollard
- 2008: Just Dance - Tylko taniec! (Make It Happen) jako Russ
- 2008: Madness of Jane, The jako Dane
- 2007: White Air jako Alex
- 2007: Graduation jako Chauncey Boyd
- 2007: Weapons jako Jason
- 2006: Way, The jako Karl
- 2005: Krwiożercze szczęki (Spring Break: Shark Attack) jako Shane
- 2004: Mary-Kate i Ashley: Nowy Jork, nowa miłość (New York Minute) jako Jim Wessler
- 2003: Radio jako Johnnie Clay
- 2002: Atak pająków (Eight Legged Freaks) jako Randy
- 2002: Eastwick jako Dakota
- 2001: To nie jest kolejna komedia dla kretynów (Not Another Teen Movie) jako Les
- 2001: Jedno serce (Full Ride) jako Mat Sabo
- 2001: Chestnut Hill jako Jamie Eastman
- 2001: Motocrossed jako Dean Talon
- 2000: Dziewczyny z drużyny (Bring It On) jako Tim
- 2000: Voodoo Academy jako Christopher Sawyer
- 1999: Zaułek kochanków (Lovers Lane) jako Michael Lamson
- 1999: Grizzly (Wild Grizzly) jako Josh Harding
- 1999: Alien Arsenal jako Chad

## Seriale
- 2012: 90210 jako Riley
- 2007: Drive jako Rob Laird
- 2004-2005: Summerland jako Tanner (gościnnie)
- 2003: Peacemakers jako Eric Soper (gościnnie)
- 2003-2005: Joan z Arkadii (Joan of Arcadia) jako Andy Baker (gościnnie)
- 2002-2003: Ptaki Nocy (Birds of Prey) jako Elliot (gościnnie)
- 2002: CSI: Kryminalne zagadki Miami (CSI: Miami) jako Jack (gościnnie)
- 2001: Córki McLeoda (McLeod's Daughters) jako Młody Chłopak #1 (gościnnie)
- 2001: 24 godziny (24) jako Kyle Singer (gościnnie)
- 2001-2002: Jak wychować tatę (Raising Dad) jako Jared Ashby
- 2000-2001: Gideon's Crossing jako Derek Fitzhugh (gościnnie)
- 2000: CSI: Kryminalne zagadki Las Vegas (CSI: Crime Scene Investigation) jako Jordan Rockwell (gościnnie)
- 2000-2004: Boston Public jako Mark (gościnnie)
- 1999-2000: Luzaki i kujony (Freaks and Geeks) jako Todd Schellinger (gościnnie)
- 1999-2002: Once and Again jako Pace (gościnnie)
- 1996-2007: Siódme niebo (7th Heaven) jako Tyler (gościnnie)
- 1995-2000: Pod koszem (Hang Time) jako Dave Carter (gościnnie)